# Ipotermia
L'ipotermia è una condizione per cui la temperatura di un organismo vivente endotermico scende sotto il valore, differente per ogni singola specie, adatto per svolgere vita attiva, portando ad uno stato di quiescenza. Tale condizione è l'opposto dell'ipertermia.
Il meccanismo può essere fisiologico, ad esempio per quei mammiferi che presentano una fase di letargo invernale, come ad esempio le marmotte, oppure patologico, mettendo quindi in crisi i propri meccanismi di termoregolazione per altri organismi come ad esempio i primati che non presentano naturalmente periodi di quiescenza, o infine indotto, in quei casi dove l'ipotermia viene utilizzata a scopo clinico per ridurre le normali reazioni biochimiche rallentando il metabolismo generale e permettendo tempi di intervento più dilatati in diverse pratiche mediche.
Clinicamente, nell'uomo, è la condizione in cui la temperatura corporea di un individuo scende al di sotto di 35 °C, e può incorrere quindi in assideramento.

## Ipotermia negli animali

### Meccanismi in normali condizioni fisiologiche
Come accennato, per ipotermia in senso stretto ci si riferisce ad un organismo vivente endotermico, in quanto quelli ectotermi, per definizione, non possono attivamente regolare al ribasso la loro temperatura corporea o il loro tasso metabolico a scendere sotto un certo valore. La modalità di sospensione o ibernazione conseguente, è uno stato che si verifica quando la temperatura scende al di sotto del minimo tollerato per una vita attiva, comprensiva di spostamenti e ricerca del cibo. Lo stato di quiescenza e la conseguente dormienza che aiuta l'organismo a risparmiare energia è strettamente associata con le condizioni ambientali; tutti questi organismi possono sincronizzare l'entrata in una fase dormiente con il loro ambiente attraverso mezzi predittivi (prima dell'inizio di condizioni avverse) o conseguenti (quando gli organismi entrano in una fase dormiente dopo che sono emerse condizioni avverse). In pratica, parlando di ipotermia ci si riferisce strettamente ai soli animali, per le classi degli uccelli e mammiferi. La sospensione reversibile dei processi vitali, fisiologica, permette a molti di questi organismi di superare condizioni critiche dell'ambiente, vuoi per le temperature esterne estremamente basse che implicherebbero costosi (in termini biologici) sistemi di contromisure, vuoi per la ridotta disponibilità ambientale di cibo.
La temperatura corporea normale di solito scende a valori di 9-1 °C. Tutte le funzioni del corpo sono notevolmente ridotte in questo stato. Il respiro è debole, rallentando il battito cardiaco e la sensibilità agli stimoli esterni. Le marmotte riducono, per esempio, la loro temperatura corporea da 39 fino a 7 °C. Il cuore batte da un centinaio di volte a 2-3 volte al minuto. Le pause nella respirazione possono essere fino a un'ora. In molti mammiferi uno speciale tessuto adiposo bruno, diversamente localizzato serve per riserva energetica atta a soddisfare i bisogni basali e la termogenesi indotta dal freddo "non da brivido"..

## Ipotermia nell'uomo

### Eziologia
L'ipotermia si verifica quando il corpo disperde più calore di quanto ne assorba o produca, rendendo il corpo incapace di generare una quantità sufficiente di calore per mantenere l'omeostasi e il corretto funzionamento del corpo. Sebbene la causa sottostante dell'ipotermia accidentale sia lo stress eccessivo dovuto al freddo e la mancata generazione di calore da parte del corpo (termogenesi), altri fattori aumentano il rischio di sviluppare l'ipotermia. Un sistema nervoso centrale e periferico funzionale, insieme a una corretta adattamento comportamentale, sono componenti importanti.
Età estrema, ipoglicemia, malnutrizione e disturbi endocrini sono esempi di inadeguatezza nella produzione di calore. Disturbi cutanei come la psoriasi e le ustioni, o una inadeguata vasodilatazione periferica dovuta a disfunzioni periferiche come neuropatie periferiche e lesioni del midollo spinale, aggravano la perdita di calore. Gli incidenti cerebrovascolari, i disturbi neurodegenerativi e l'abuso di droghe possono compromettere la funzione di termoregolazione dell'ipotalamo. Oltre alle cause organiche, una risposta comportamentale compromessa allo stress da freddo può portare all'ipotermia in individui con demenza, disturbo da abuso di droghe o condizioni psichiatriche. Le circostanze legate alla mancanza di riparo o abbigliamento possono verificarsi tra le persone senza fissa dimora. L'ipotermia può anche essere causata da farmaci come anestetici generali, beta-bloccanti, meperidina, clonidina, neurolettici e alcol.

### Epidemiologia
I dati disponibili mostrano come ogni anno negli Stati Uniti, tra 700 e 1500 pazienti presentano l'ipotermia riportata nel loro certificato di morte. Gli adulti tra i 30 e i 49 anni sono più frequentemente colpiti, con gli uomini che hanno dieci volte più probabilità rispetto alle donne. Tuttavia, la vera incidenza dell'ipotermia è relativamente sconosciuta. Anche con cure ospedaliere di supporto, la mortalità tra coloro che soffrono di ipotermia moderata o grave si avvicina ancora al 50 percento.

### Fisiopatologia
La temperatura corporea centrale è il risultato di un equilibrio tra il calore prodotto dal corpo e la perdita di calore all'ambiente circostante. La temperatura media normale di un individuo è di 37 +/- 0,5 °C. La perdita di calore avviene attraverso quattro meccanismi: irradiazione, conduzione, convezione ed evaporazione. L'irradiazione avviene quando l'energia elettromagnetica si trasferisce reciprocamente. La conduzione avviene quando il calore viene trasferito tra due oggetti in contatto tra loro. La convezione è la perdita di calore che si verifica quando le molecole d'aria si muovono accanto a un oggetto. L'evaporazione è una reazione endotermica che fa passare un liquido a stato gassoso. Sebbene l'irradiazione sia la forma più comune di perdita di calore, il meccanismo più frequente per sviluppare l'ipotermia accidentale è la perdita di calore per convezione all'aria fredda e quando si è in acqua fredda o indossando abiti bagnati attraverso l'immersione o la sudorazione eccessiva.
La regolazione della temperatura corporea è controllata dall'ipotalamo e viene mantenuta attraverso una serie di meccanismi autonomi. L'ipotalamo riceve segnali dai recettori termici centrali e periferici. In risposta allo stress da freddo aumentato, l'ipotalamo lavora per aumentare la produzione di calore metabolico attraverso una varietà di meccanismi. Inizialmente, aumenta il tono muscolare e il tasso metabolico basale, il che può raddoppiare la produzione di calore. Anche il brivido può aumentare il tasso di produzione di calore da 2 a 5 volte rispetto ai valori di base. Ci sarà anche un aumento dell'attività tiroidea, delle catecolamine e della risposta delle ghiandole surrenali. Il corpo cercherà anche di evitare ulteriori perdite di calore attraverso la vasocostrizione indotta dal freddo mediata dal sistema nervoso simpatico dei vasi periferici, dove il raffreddamento e la perdita di calore sono spesso più significativi. Ulteriori produzioni di calore derivano dai cambiamenti comportamentali, come l'aggiunta di abbigliamento, la ricerca di rifugi, l'accensione di un fuoco e l'esercizio fisico.
Inizialmente, il corpo aumenta il metabolismo, la ventilazione e il flusso cardiaco nel tentativo di mantenere le funzioni corporee durante le diminuzioni di temperatura. Alla fine, la perdita di calore sopraffà il corpo e il brivido cessa. Diversi sistemi organici, tra cui il sistema neurologico, metabolico e cardiaco, smettono di funzionare e alla fine portano alla morte. Possono verificarsi aritmie con l'interessamento del nodo del seno, con conseguente fibrillazione atriale. La fibrillazione ventricolare è anch'essa comune.

### Quadro clinico
Le persone affette da ipotermia accidentale solitamente presentano una anamnesi di esposizione al freddo. Ottenere una temperatura corporea centrale è essenziale per diagnosticare ed gestire l'ipotermia in modo efficace. La temperatura orale è utile solo per escludere l'ipotermia poiché la maggior parte dei termometri commercialmente disponibili non può leggere al di sotto dei 35 °C. I termometri timpanici sono anch'essi poco affidabili, mentre i termometri epitimpanici, se usati correttamente, riflettono la temperatura dell'arteria carotide e possono essere ragionevolmente affidabili. Entrambe le misurazioni della temperatura rettale e vescicale sono ragionevoli in individui coscienti con ipotermia lieve o moderata, ma potrebbero non essere adatte per i pazienti critici durante il riscaldamento in quanto sono in ritardo rispetto alla vera temperatura corporea centrale. Inoltre, non sono adatte all'ambito pre-ospedaliero in quanto potrebbero esporre ulteriormente il paziente e causare una ulteriore diminuzione della temperatura. La misurazione della temperatura esofagea è la più accurata quando viene eseguita correttamente con la sonda nell'ultimo terzo dell'esofago; ciò dovrebbe essere eseguito solo nei pazienti con una via aerea avanzata in sede. Date le difficoltà nel ottenere una temperatura immediata e affidabile in un ambiente pre-ospedaliero, è fondamentale conoscere le manifestazioni cliniche associate alle fasi dell'ipotermia in modo che il trattamento appropriato possa essere avviato immediatamente.
Ipotermia lieve 32-35 °C. La presentazione può spesso essere sottile con sintomi vaghi come fame, nausea, stanchezza, brividi e pelle pallida e secca. Spesso avranno un aumento del tono muscolare, un aumento della pressione sanguigna, tachicardia e tachipnea dai tentativi del corpo di promuovere la termogenesi. I pazienti stanno frequentemente tremando, ma se le riserve energetiche sono state esaurite, potrebbero non tremare, il che significa che non è possibile fare affidamento su questa manifestazione. Avranno spesso una diminuzione delle capacità cognitive, della memoria e del giudizio, con alcuni che sperimentano atassia e disartria. Il paziente potrebbe sperimentare la diuresi fredda dovuta alla vasocostrizione periferica che porta a un aumento della diuresi e alla deplezione dei volumi.
Ipotermia moderata 28-32 °C. Il paziente continuerà a sperimentare una diminuzione delle capacità cognitive e sarà letargico. Un maggiore deprezzamento del sistema nervoso centrale può portare all'iporeflessia con pupille meno reattive e dilatate. Possono diventare ipotensivi con bradicardia e bradipnea. Di solito, il tremore cessa tra i 30 e i 32 °C e potrebbe essere osservato un comportamento di spogliarsi in modo paradossale. Aumenta la suscettibilità alle discrasie del ritmo, con la fibrillazione atriale come la più comune.
Ipotermia grave, inferiore a 28 °C. Il flusso sanguigno cerebrale continua a diminuire fino a quando i pazienti diventano irresponsivi. La pressione sanguigna, la frequenza cardiaca e il gittata cardiaca continuano a diminuire. Aumenta la suscettibilità alle discrasie atriali e giunzionali. Potrebbe verificarsi congestione polmonare, oliguria estrema ed areflessia. Alla fine, si verifica l'insufficienza cardiorespiratoria.
Tutti i pazienti con sospetta ipotermia dovrebbero avere una anamnesi completa ed un esame fisico per escludere lesioni da freddo localizzato e valutare segni di trauma o altre patologie che potrebbero aver causato l'esposizione al freddo. Prestare attenzione anche ai segni vitali incoerenti con il grado di ipotermia, poiché potrebbero rappresentare l'unico indizio per una diagnosi alternativa come l'ipotiroidismo, l'insufficienza surrenalica, la sepsi, l'ipoglicemia, l'intossicazione da monossido di carbonio, l'abuso di alcol, la malnutrizione, l'overdose involontaria o intenzionale.

### Diagnosi
Come per tutti i pazienti potenzialmente instabili, l'attenzione iniziale del clinico dovrebbe rimanere concentrata sulla valutazione delle ABC del paziente. Una volta valutate e gestite le ABC, il paziente dovrebbe essere spogliato per rimuovere tutti i vestiti, con il posizionamento di coperte calde. L'analisi di laboratorio standard dovrebbe includere una misurazione del glucosio mediante una puntura al dito, un emocromo completo, un profilo metabolico con elettroliti sierici di base, azoto ureico nel sangue e creatinina. Ci si può aspettare un aumento dell'emoglobina ed ematocrito nei pazienti ipotermici a causa della diuresi fredda causata dall'impairment nella secrezione dell'ormone antidiuretico. Si raccomanda la rivalutazione degli elettroliti circa ogni 4 ore quando si rianima un paziente moderatamente o gravemente ipotermico. Anche il glucosio non segue uno specifico pattern ma può essere il primo indizio per un paziente con chetoacidosi diabetica.
Nei pazienti moderatamente o gravemente ipotermici in cui potrebbero essere necessarie procedure invasive, è ragionevole ottenere una coagulazione per escludere una coagulopatia. Tuttavia, gli studi di coagulazione richiedono generalmente il sangue riscaldato a 37°C, quindi non riflettono accuratamente la funzione effettiva. La fibrinogenemia dovrebbe anche essere controllata per escludere la coagulazione intravascolare disseminata. È necessario effetturare il dosaggio del lattato, creatinchinasi, troponina, TSH, cortisolo, screening tossicologico, fibrinogeno, lipasi, elettroliti e qualsiasi altro esame ritenuto necessario sulle condizioni cliniche presentate dal paziente.
L'imaging dovrebbe essere dettato dagli scenari clinici poiché alcuni pazienti potrebbero aver subito traumi, ictus cerebrovascolari o altri eventi che hanno portato a una prolungata esposizione al freddo. Se si effettua una radiografia del torace, non è raro che i pazienti gravemente ipotermici mostrino segni di edema polmonare. L'ecocardiografia può essere utilizzata per confermare l'attività cardiaca e lo stato dei volumi. La tomografia computerizzata del cranio può essere utile per gli individui il cui è presente alterazione dello stato mentale ed esso non è coerente con la temperatura centrale misurata o se c'è il sospetto della presenza di un possibile trauma.
A causa delle diverse discrasie del ritmo che spesso si presentano nei pazienti ipotermici, un elettrocardiogramma è necessario, in quanto l'ipotermia può causare una conduzione dell'impulso rallentata attraverso i canali del potassio, con conseguenti intervalli ECG prolungati. Potrebbe inoltre essere presente un punto J elevato che può produrre un'onda Osborne o J. L'altezza di questa onda è proporzionale al grado di ipotermia e è più comune nelle derivazioni precordiali. È possibile qualsiasi tipo di discrasia del ritmo, con la fibrillazione atriale come la più comune. Coloro che presentano un'ipotermia moderata o grave probabilmente mostreranno bradicardia e avranno un aumentato rischio di aritmie ventricolari.

### Trattamento
La gestione e il trattamento dell'ipotermia accidentale ruotano attorno alla prevenzione della ulteriore perdita di calore e all'inizio del riscaldamento. Tuttavia, i primi passi consistono sempre nella valutazione e nel supporto delle vie aeree, della respirazione e della circolazione. I vestiti bagnati dovrebbero essere rimossi e sostituiti con indumenti asciutti o isolanti il prima possibile per evitare ulteriori perdite di calore.
Una volta possibile, si dovrebbe cercare di determinare il grado di ipotermia in base alla storia, allo stato mentale, all'esame fisico e alla misurazione della temperatura centrale. Se sussiste il sospetto di ipotermia moderata o grave, specialmente in coloro con un livello di coscienza ridotto o in coloro che hanno un polso irregolare o debole, si dovrebbe fare attenzione a non muovere o scuotere troppo il paziente, poiché potrebbe precipitare il collasso cardiaco da aritmia fatale dovuta all'aumentata irritabilità cardiaca. Le condizioni mediche concomitanti e i traumi che possono essere anche occorsi meritano considerazioni e un trattamento appropriato. La fibrillazione ventricolare è un'aritmia comune nell'ipotermia con un esito neurologico molto favorevole se si segue immediatamente il protocollo ACLS. L'asistolia come risultato dell'ipotermia è generalmente refrattaria al normale trattamento del protocollo ACLS. Il paziente potrebbe richiedere un riscaldamento a 35°C prima di raggiungere un ritmo cardiaco normale. I pazienti con ipotermia grave hanno una prognosi sfavorevole. Se un paziente è in asistolia e non risponde al trattamento, dovrebbero essere effettuati esami degli elettroliti. Un potassio superiore a 12 mEq/L è un segno di necrosi irreversibile dei tessuti e lisi cellulare.
Il riscaldamento dei pazienti ipotermici comporta il riscaldamento esterno passivo, il riscaldamento esterno attivo, il riscaldamento interno attivo o una combinazione di queste tecniche. Il trattamento di scelta per l'ipotermia lieve è il riscaldamento esterno passivo. Dopo aver rimosso i vestiti bagnati, si aggiungono strati aggiuntivi di isolamento al paziente con l'obiettivo di prevenire la perdita di calore e promuovere il mantenimento del calore prodotto dai pazienti. Il brivido permette al corpo di produrre spontaneamente fino a 5 volte più calore rispetto al valore di base. Tuttavia, il successo di questo metodo richiede riserve di glucosio adeguate in modo che il paziente possa produrre calore. Dato che a questo punto molti avranno esaurito le riserve energetiche (soprattutto gli anziani, i giovani e i malnutriti), è opportuno fornire glucosio a queste persone per via orale quando possibile. Nei soggetti con ipotermia lieve, si raccomanda di riscaldarli da 0,5 a 2°C per ora. Tuttavia, il brivido vigoroso può essere problematico nelle persone con limitate riserve cardiopolmonari, poiché richiede un aumento del consumo di ossigeno. Inoltre, i pazienti con ipotermia più grave potrebbero non rispondere alle tecniche passive, quindi è opportuno passare alle tecniche di riscaldamento esterno attivo.
Il riscaldamento esterno attivo è necessario per l'ipotermia moderata o grave e, in alcuni casi di ipotermia lieve, che non risponde alle misure standard. Un'unità d'aria riscaldata può ridurre la perdita di calore e trasferire il calore per convezione. L'immersione in acqua è un'alternativa, ma è più ingombrante e difficile da monitorare. L'immersione degli arti in acqua calda (44-45°C) richiede molta attenzione, poiché gli sforzi per riscaldare i pazienti possono precipitare un aumento del carico cardiovascolare e un collasso, poiché la vasodilatazione periferica può portare a un raffreddamento dopo l'effetto dovuto al ritorno improvviso del sangue freddo dagli arti.
Nonostante il riscaldamento esterno attivo, alcuni pazienti potrebbero richiedere metodi più invasivi, che vanno dal riscaldamento delle vie aeree con aria umidificata alla perfusione di bypass cardiopolmonare completa. La maggior parte dei pazienti verrà avviata con fluidi intravenosi caldi da 40 a 42°C, poiché sono facilmente disponibili e sicuri, così come l'aria umidificata. Il lavaggio delle cavità del corpo come lo stomaco, la vescica, il colon, il peritoneo e la pleura con liquido caldo, sebbene invasivo, può essere preso in considerazione. I lavaggi pleurici e peritoneali sono preferibili a causa della maggiore superficie mucosa. Il lavaggio pleurico comporta il posizionamento di un tubo toracico tra il secondo e il terzo spazio intercostale anteriore nella linea midclavicolare e un secondo tubo toracico tra il quinto e il sesto spazio intercostale nella linea ascellare posteriore. La perfusione con liquido caldo inizierà dal tubo anteriore e si drenarà attraverso il tubo più posteriore. Il lavaggio peritoneale comporta il posizionamento di due o più cateteri nella cavità peritoneale, il che consente la diagnosi di traumi addominali occulti e il riscaldamento della cavità peritoneale. Le tecniche di riscaldamento extracorporeo consentono un riscaldamento ancora più rapido.
I metodi extracorporei, tra cui l'emodialisi, il riscaldamento arterovenoso continuo, il bypass cardiopolmonare e l'ossigenazione extracorporea a membrana. L'emodialisi è la più accessibile e può aumentare la temperatura centrale di 2-3°C per ora. Nel riscaldamento arterovenoso, la pressione sanguigna del paziente crea movimenti di sangue dall'arteria femorale attraverso un riscaldatore di fluido in controcorrente e nella vena femorale contro laterale. È in grado di aumentare la temperatura di 4,5°C per ora. Tuttavia, l'emodialisi e il riscaldamento arterovenoso richiedono che il paziente abbia una pressione sanguigna adeguata. L'intervento chirurgico di bypass cardiopolmonare e l'ECMO venoarterioso rappresentano il metodo più efficace ma altamente invasivo per riscaldare un paziente. Questi metodi sono destinati solo ai pazienti ipotermici in arresto cardiaco, a quelli refrattari ad altre tecniche di riscaldamento e ai pazienti emodinamicamente instabili. È in grado di aumentare la temperatura centrale di 7-10°C per ora. È un'opzione ideale per l'arresto cardiaco, poiché fornisce contemporaneamente il riscaldamento, l'ossigenazione e il supporto circolatorio. Tuttavia, non è facilmente disponibile e richiede l'anticoagulazione sistemica.

### Ipotermia terapeutica o preventiva
Un recente trial clinico randomizzato in doppio cieco svolto dal Heart Institute dell'Università di Ottawa ha dimostrato come nei pazienti sottoposti a ipotermia terapeutica dopo un arresto cardiaco extracorporeo, coloro che sono stati raffreddati al di sotto dei 31°C per 24 ore non hanno mostrato differenze in termini di mortalità o esiti neurologici negativi a sei mesi rispetto ai pazienti che hanno ricevuto il raffreddamento raccomandato dalle linee guida di 34°C. Questi risultati fanno parte di uno studio presentato alla 70ª sessione scientifica annuale del American College of Cardiology. Inoltre, numerosi altri studi e trial hanno dimostrato come l'ipotermia terapeutica non sia associata a un miglioramento della sopravvivenza, migliore prognosi o migliori esiti neurologici e da alcuni di essi ritenuta potenzialmente dannosa.

## Il caso di Anna Bågenholm

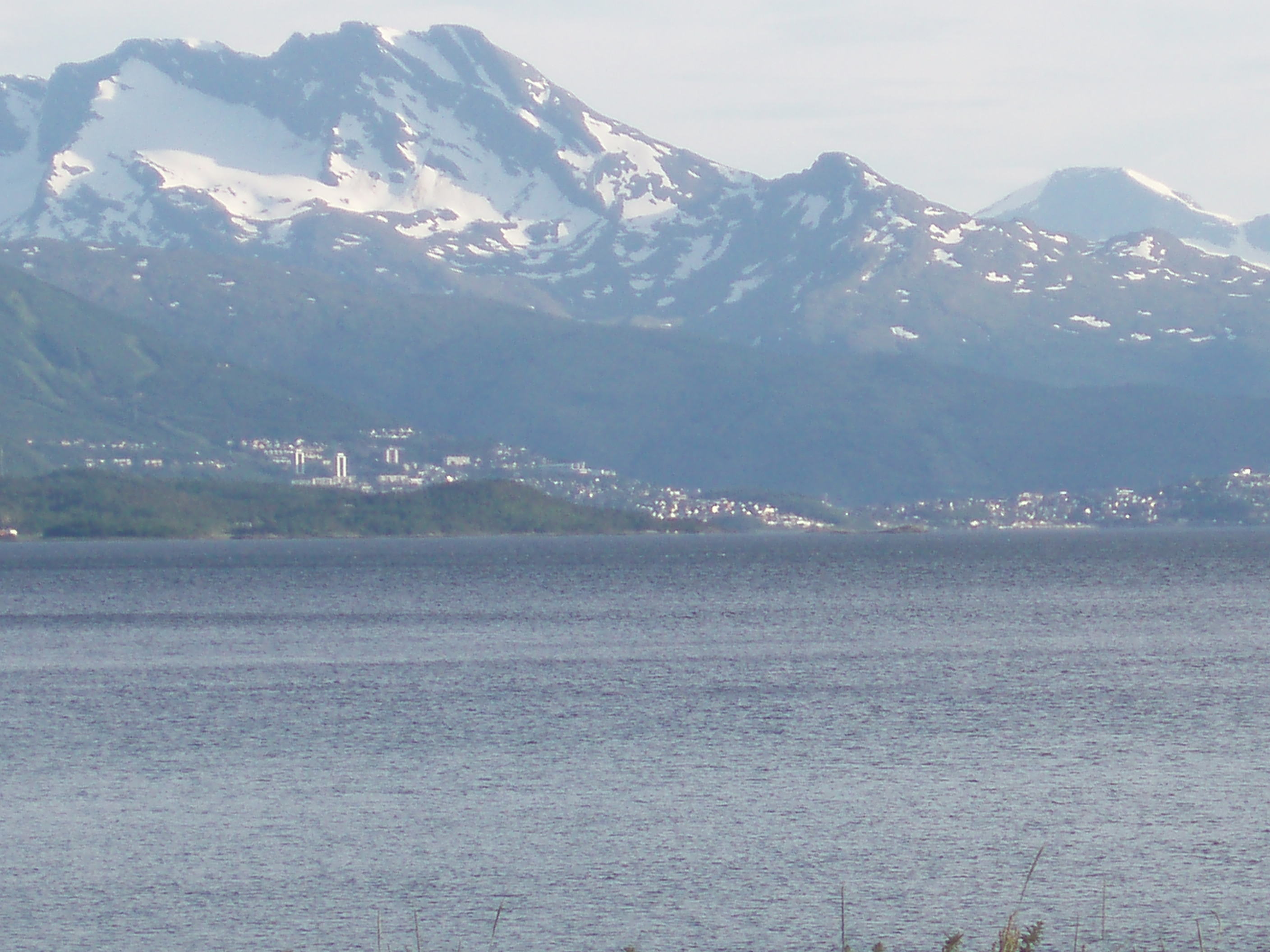
Narvik, un caso estremo. Il caso clinicamente accertato di sopravvivenza senza danni neurologici permanenti all'ipotermia più profonda si è registrato nel nord della Norvegia sui monti vicino a Narvik il 20 maggio del 1999. La temperatura del paziente misurata all'arrivo all'ospedale di Tromsø era di 13,7 °C.

Anna Elisabeth Johansson Bågenholm (nata nel 1970), una radiologa svedese, sopravvisse dopo un incidente di sci in seguito al quale rimase intrappolata sotto uno strato di ghiaccio, per 1 ora e 20 minuti, in acqua gelida. Durante questo tempo andò in ipotermia estrema e la sua temperatura corporea scese a 13,7 °C. Questa fu la temperatura corporea più bassa mai registrata in un sopravvissuto ad ipotermia accidentale fino a quando la conterranea Stella, 7 anni di età, sopravvisse a 13 °C di temperatura nel Natale del 2010.
La Bågenholm fu in grado di trovare sacche d'aria sotto il ghiaccio, ma subì un arresto circolatorio dopo circa 40 minuti in acqua. L'incidente avvenne cadendo su un ruscello ghiacciato, con un impatto di schiena. Il buco apertosi nel ghiaccio si richiuse rapidamente. La testa e il busto della Bågenholm vennero intrisi di neve e acqua di fusione ed intrappolati sotto 20 centimetri di ghiaccio, infrangibili senza attrezzature specifiche.
I compagni di sciata, entrambi medici, iniziarono le procedure, subito dopo l'estrazione dal ghiaccio praticandole la rianimazione cardiopolmonare (RCP).
Il dottor Mads Gilbert, anestesista e primario del pronto soccorso dell'ospedale universitario di Tromsø, coordinando una équipe di oltre cento sanitari procedette con il tentativo di rianimazione. Gilbert, all'epoca, aveva trattato molti casi di ipotermia prima causa di morte del clima freddo in Norvegia, e sapeva che i pazienti dovrebbero essere "riscaldati prima di dichiararli morti". Al ricovero non c'erano attività cardiaca o onde cerebrali rilevabili, le pupille erano dilatate e la pelle bianco ghiaccio, ma il cervello di Bågenholm aveva ricevuto abbastanza ossigeno dalla RCP e dalla somministrazione data dopo il suo salvataggio.